# Митряков, Алексей Васильевич
Алексей Васильевич Митряков (20 марта 1920, Рыбушка, Саратовская губерния — 24 сентября 2000, Волгоград) — советский военнослужащий, участник Великой Отечественной войны, Герой Советского Союза.

## Биография
Родился 20 марта 1920 года в селе Рыбушка (ныне — Гагаринского района Саратовской области).
С 1942 года принимал участие в Великой Отечественной войне на Сталинградском, Юго-Западном, 3-м и 1-м Украинских фронтах.
В марте 1944 года недалеко от Кривого Рога было запланировано наступление полка Алексея Митрякова. Не было точной информации о расположении и укреплениях противника. Задачей отряда разведчиков Митрякова было добыть эту информацию. Благодаря данным, добытым разведчиками, был скорректирован план атаки. Новый обходной манёвр оказался успешным — враг был разгромлен.
17 апреля 1944 года полк Митрякова вышел к Днестру. Первыми форсировали реку разведчики. Благодаря данным, собранным группой Митрякова, полк без потерь форсировал реку и захватил важный плацдарм на вражеском берегу.
Звание Героя Советского Союза с вручением ордена Ленина и медали «Золотая Звезда» Алексею Васильевичу Митрякову присвоено 13 сентября 1944 года «за отвагу и мужество, проявленные в боях по освобождению Правобережной Украины и Молдавии».
Жил в Волгограде. Умер 24 сентября 2000 года. Похоронен на Димитриевском кладбище города.

## Награды
- Медаль «Золотая звезда».
- Орден Ленина.
- Орден Отечественной войны 1-й степени.
- Орден Славы 3-й степени.
- Орден Славы 2-й степени.

Медали, в том числе:
- - «За освобождение Праги»
  - «За победу над Германией»